# Nigel Holmes
Nigel Holmes, född 1942, är en brittisk formgivare som fokuserat sig på informationsdesign.
Holmes blev filosofie magister i illustration från Royal College of Art i London 1966.

## Fotnoter
1. ↑  CONOR.Sl, CONOR.SI-ID: 30286179, läst: 9 oktober 2017.[källa från Wikidata]
2. ↑  Trove, NLA Trove-ID: 1161841, läst: 9 oktober 2017.[källa från Wikidata]
3. ↑  Tjeckiska nationalbibliotekets databas, NKC-ID: xx0227290, läst: 18 december 2022.[källa från Wikidata]